# Batalla de Lillo
La batalla de Lillo, también conocida como batalla naval de Lillo o batalla naval de Amberes, tuvo lugar el 30 de mayo de 1574 cerca de la desembocadura del río Escalda, frente a la actual ciudad de Lillo-Fort, en el contexto de la Guerra de los Ochenta Años. Después de su desastrosa derrota en la batalla de Mookerheide, cerca de Nimega, en Holanda, donde los rebeldes holandeses realizaron un sorprendente golpe de audacia y gestión aprovecharon el factor sorpresa para aniquilar la mitad de los barcos de una flotilla española atracada en Lillo y apoderarse de la otra mitad, dos de ellos de grandes dimensiones.

## Antecedentes
Si los españoles habían sido vencidos por los mendigos del mar el 29 de enero de 1574 durante la batalla de Reimerswaal en Zeeland, en la margen derecha del estuario del Escalda, Requesens había ganado en abril de 1574 la batalla de Mook en el sureste de la Holanda, una victoria sobre las fuerzas de la sedición. Desde entonces, solo Holanda y Zelanda estaban todavía en manos de los rebeldes. Por otra parte, el hijo del Duque de Alba, don Federico, había puesto sitio a la ciudad de Leiden, después de haber tomado posesión de Haarlem. Leiden había caído en manos de los españoles; sería como una rebelión. Guillermo de Orange dio la orden de hacer brechas en los diques y Boisot, el comandante de los mendigos, concibió y ejecutó un audaz golpe de fuerza.

## Preludio
Después de la derrota de Reimerswaal, Requesens decidió mantener en puerto el resto de su flota bajo el mando de Adolf van Haemstede hasta su fusión con una gran expedición compuesta de unos 200 barcos, se estaba construyendo en Vizcaya y cuyo objetivo era arrebatar el control de los mares a los rebeldes. Sin embargo, un motín de las tropas españolas estacionadas cerca de Amberes debido a los salarios pendientes de pago que Requesens debía. El motín fracasó inicialmente y lo obligó a desplazarr su flota río abajo para amarrar sus embarcaciones entre los fuertes de Lillo y Liefkenshoek. Los marineros, informados de estos movimientos, enviaron en gratitud a Evert Hendrikz, que trajo en triunfo a dos navíos españoles.

## La batalla
En el día de Pentecostés, los mendigos del mar, liderados por Louis de Boisot, embarcaron en una flota de 64 embarcaciones ligeras y se dirigieron hacia los barcos españoles estacionados frente a Lillo. El comandante español, el vicealmirante Adolf van Haemstede, pensó que eran refuerzos enviados desde España y no podían retirarse a tiempo. Fue hecho prisionero, mientras que fueron capturados una docena de barcos, incluido el buque insignia. Unos 1200 soldados españoles murieron en la batalla. Los barcos capturados se incorporaron a la flota de Zeeland.
- Datos: Q2890949